# Perrier-Jouët

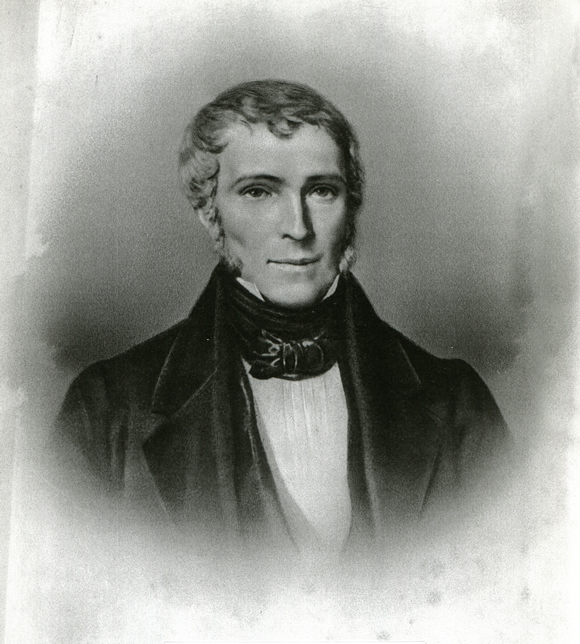
Pierre-Nicolas Perrier-Jouët (1813-1878)

Perrier-Jouët is een in 1811 door Pierre-Nicholas-Marie Perrier opgericht champagnehuis. Het bedrijf is in Épernay gevestigd en heeft een huisstijl die kenmerkend voor deze stad is. Épernay ligt vlak bij de met vooral chardonnay beplante Côte des Blancs en verwerkt in de champagnes dan ook veel chardonnay. Het bedrijf dat in 1950 door het champagnehuis Mumm werd gekocht werd doorverkocht aan het Canadese Seagram en is nu in het bezit van de Frey-groep. De cuvée de prestige heet "Perrier-Jouët Belle Époque (Vintage)".
Perrier-Jouët bezit 108 hectare wijngaarden waarvan 36 hectare in Avize en Cramant met chardonnay is beplant. Op de twintig hectare in de gemeenten Ay en Mailly groeit pinot noir. Het huis verkoopt ieder jaar 2,5 miljoen flessen champagne. Daarvan is 80% de Brut Sans Année die als "Grand Brut" wordt verkocht.
Op de schaalverdeling van de cru’s van de Champagne, de officieel vastgestelde Échelle des crus, halen de wijngaarden van Perrier-Jouët een score van 99,2%. Dit betekent dat de percelen van het huis vrijwel allemaal als grand cru gelden.

## Geschiedenis
De belangrijke mijlpalen in de geschiedenis van Perrier-Jouët:
- 1815: Het huis begint met de export van zijn champagnes naar het Verenigd Koninkrijk, wat het internationale bereik vergroot.
- 1846: Perrier-Jouët introduceert een van de eerste droge champagnes, bekend als de "Cuvée K", die bijdraagt aan de populariteit van de brut-stijl.
- 1902: In samenwerking met de Art Nouveau-kunstenaar Émile Gallé wordt de iconische fles met Japanse anemonen ontworpen, die later het symbool van het huis zou worden.
- 1959: Perrier-Jouët wordt onderdeel van de Société Champagne GH Mumm, wat bijdraagt aan de verdere groei en distributie van het merk.
- 1964: De herontdekking van vier door Émile Gallé beschilderde magnums leidt tot de lancering van de prestigieuze "Belle Époque" cuvée, die sindsdien synoniem staat voor luxe en verfijning.
- 2020: Séverine Frerson wordt benoemd tot keldermeester, de eerste vrouw in deze rol binnen het huis, waarmee een nieuw hoofdstuk in de geschiedenis van Perrier-Jouët begint.

## Champagnes
- De Grand Brut is de Brut Sans Année, de meest verkochte champagne en het visitekaartje van het huis. De assemblage uit verschillende grand cru's oftewel hoogaangeschreven gemeenten werd aangevuld met 12 tot 14 procent wijn uit de reserve in de kelders van het huis. Onder de gebruikte premier- en grand cru's zijn wijnen van pinot noir uit Mailly, Verzy, Aÿ en Rilly-la-Montagne. De pinot noir maakt 40% van de assemblage uit. De pinot meunier is ook goed voor 40% van de assemblage en komt uit Dizy, Damery, Venteuil, Vincelles en Vinay. Al deze oogsten werden apart tot stille witte wijn verwerkt en in de grote roestvrijstalen opslagtanks van Perrier-Jouët bewaard. Verder gebruikte men 20% chardonnay en uit Cramant, Avize, Le Mesnil en Chouilly. De dosage suiker die met de liqueur d'expédition wordt toegevoegd is met 10 gram per liter ruim binnen de aan een brut champagne gestelde grens van 15 gram per liter. Champagne mag na anderhalf jaar rijpen op gist worden verkocht, maar Perrier-Jouët laat deze brut drie jaar rusten.
- De Blason Rosé is een roséchampagne. De witte wijn werd met 12 of 15% rode wijn uit Aÿ en Vincelles op kleur gebracht. Deze rode Coteaux champenois is milder van smaak dan die uit het zuidelijker gelegen Bouzy. De champagne bestaat voor 50% uit pinot noir, 25% pinot meunier en 25% chardonnay. De prise de mousse duurt drie jaar en de dosage is 10 gram per liter.
- De Nuit Blanche is een wat zoetere en vrij fruitige champagne van 20% chardonnay, 40% pinot noir en 40% pinot meunier. De dosage van 20 gram rietsuiker per liter bestemt deze champagne als Sec of Extra Sec.

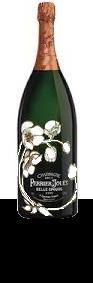
Fles ontworpen door de in 1904 overleden Émile Gallé

De zeven sinds 1964 met in art-deco-stijl geschilderde bloemen versierde champagnes die het huis Perrier-Jouët vooral in Amerika veel verkoopt worden "Belle Epoque" genoemd. De tekening is van Émile Gallé. Deze champagnes zijn vrij duur.
- De Belle Epoque Edition Première 2007 Millésime, deze millésime werd uitsluitend van in 2007 geplukte druiven gemaakt.
- De Belle Epoque 2004 Millésime is een bijzondere, want iets roséchampagne. De keldermeester Hervé Deschamps assembleerde de wijn uit 90% Chardonnay grands crus en 10% gemacereerde pinot noir uit Vertus dat als enige gemeente in de Côte des Blancs blauwe druiven worden verbouwd. De champagne heeft ten minste vijf jaar op gist gerijpt.
- De Belle Epoque Blanc de Blancs 2002 Millésime is een blanc de blancs, een witte wijn van witte druiven. Alle druiven zijn afkomstig uit twee wijngaarden die Bourons Leroy en Bourons du Midi worden genoemd. Beiden liggen in de grand cru-gemeente Cramant in de Côte des Blancs waar de bodem uit kalksteen bestaat. De druiven waren in 2002 zo zoet dat chaptaliseren (aanvullen met suiker) niet nodig was. De druiven bevatten voldoende suikers om een wijn van 13% alcohol op te leveren. De zuurgraad was daarentegen bijzonder laag.
- De Belle Epoque Rosé 2004 Millésime. De assemblage werd gemaakt van vooral pinot noir uit de grand cru-gemeenten Cramant en Avize op de hellingen van de Montagne de Reims. Dit mengsel werd aangevuld met 45% wijn van chardonnay en 5% rode wijn van tête de cuvée pinot meunier uit Dizy die voor de kleur van de roséchampagne verantwoordelijk is.
- De Belle Epoque 1982 Millésime bevat alleen wijn van druiven uit dat uitstekende wijnjaar.
- De Belle Epoque 1985 Millésime bevat alleen wijn van druiven uit dat uitstekende wijnjaar.
- De Belle Epoque 1996 Millésime bevat alleen wijn van druiven uit dat uitstekende wijnjaar.